# 伊勒河畔圣莱昂
伊勒河畔圣莱昂（法語：Saint-Léon-sur-l'Isle，法語發音：[sɛ̃ leɔ̃ syʁ lil]）是法国多尔多涅省的一个市镇，位于该省中部偏西，属于佩里格区。

## 地理
伊勒河畔圣莱昂（45°6'53"N, 0°30'16"E）面积14.78 平方千米，位于法国新阿基坦大区多爾多涅省，该省份为法国西南部内陆省份，是法國本土面积第三大的省，大致对应佩里戈尔地区，北起顺时针与夏朗德省、上维埃纳省、科雷兹省、洛特省、洛特-加龙省、吉倫特省和滨海夏朗德省接壤。
与伊勒河畔圣莱昂接壤的市镇（或旧市镇、城区）包括：圣阿斯捷、格里尼奥勒、讷维克、圣日尔曼迪萨朗布尔。

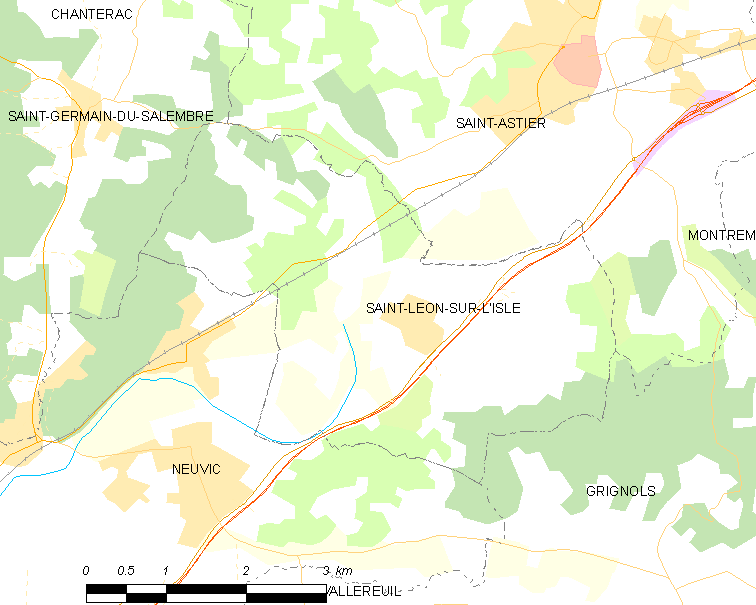
伊勒河畔圣莱昂的OSM定位图

伊勒河畔圣莱昂的时区为UTC+01:00、UTC+02:00（夏令时）。

## 行政
伊勒河畔圣莱昂的邮政编码为24110，INSEE市镇编码为24442。

## 政治
伊勒河畔圣莱昂所属的省级选区为圣阿斯捷县。

## 人口

1962-2008年间伊勒河畔圣莱昂人口变化图示

伊勒河畔圣莱昂于2022年1月1日时的人口数量为2072人。